# باشگاه فوتبال آستریا کلاگن‌فورت
اس. کی. آستریا کلاگن‌فورت یک باشگاه فوتبال اتریشی است که در کلاگنفورت مرکز ایالت کرنتن استقرار دارد و در حال حاضر در بوندس‌لیگا اتریش بازی می‌کند.

## تاریخچه
ظهور این باشگاه پایانی بر تمام تلاش‌ها برای تأسیس یک تیم کاملاً بومی از کرنتن، برای بازی در بوندس‌لیگا اتریش بود، که توسط دولت ایالت کارنتین تحت رهبری یورگ هایدر انجام شد.
آستریا کلاگنفورت پیش‌تر در سال ۲۰۰۷ قبل از تشکیل باشگاه فوتبال SK Austria Kärnten تأسیس شد، اما قبل از انحلال SK Austria Kärnten و ادغام با SC St. Stefan در سال ۲۰۱۰ شروع به بازی نکرد.